# Ferreira de Aves
Ferreira de Aves es una freguesia portuguesa del concelho de Sátão, con 15,90 km² de superficie y 2722 habitantes (2001). Su densidad de población es de 41,8 hab/km².